# Tuenno
Tuenno é uma comuna italiana da região do Trentino-Alto Ádige, província de Trento, com cerca de 2.215 habitantes. Estende-se por uma área de 70 km², tendo uma densidade populacional de 32 hab/km². Faz fronteira com Cles, Tassullo, Dimaro, Nanno, Terres, Flavon, Denno, Cunevo, Campodenno, Ragoli, Spormaggiore, Molveno.